# Muroran
Muroran (室蘭市, Muroran-shi) és una ciutat i municipi de la subprefectura d'Iburi, a Hokkaido, Japó. Muroran és, a més, la capital de la subprefectura d'Iburi, tot i que el municipi més poblat d'aquesta n'és Tomakomai. A la meitat del segle XX Muroran fou un important punt industrial, siderurgic i pesquer de Hokkaido i del Japó. Un tret distintiu de la ciutat és el pont Hakuchō, un dels ponts en suspensió més llargs del Japó, inaugurat el 1998.

## Geografia
La ciutat de Muroran es troba al sud-oest de la subprefectura d'Iburi. El terme municipal de Muroran limita amb els de Date al nord-oest i amb Noboribetsu al nord-est, tots dos municipis pertanyents a la mateixa subprefectura. Al sud, Muroran limita amb l'oceà pacífic amb el cap Chikyū o "Cap de la terra".

### Clima
Muroran té un clima oceànic, un tipus climàtic poc freqüent al Japó. Tot i trobar-se a Hokkaido, Muroran no pateix els hiverns freds usuals a la resta de l'illa, tot i que sí que neva, amb una mitjana de 210 centimetres per any. Els estius a Muroran són suaus comparats amb la mitjana japonesa, amb temperatures molt més altes. Les temperatures mitjanes a l'agost de Muroran, el mes més càlid, són de 24 graus cèlsius.

## Història
L'origen del nom de la ciutat, Muroran, prové del nom del lloc en ainu: "Mo Ruerani", que vol dir "El fons d'una petita pendent". La petita pendent front a l'antic temple Senkai al barri de Sakimori, pareix confirmar la veracitat sobre la història de l'origen del nom de Muroran.
A les darreries del segle xvi, Muroran i la seua contornada van esdevindre sota el control del domini de Matsumae. Muroran va començar a créixer com a centre de comerç entre els ainus i els habitants del domini de Matsumae. El 1892 fou inaugurat el port de Muroran amb un nou edifici de terminal construït en fusta. Al mateix temps, també van començar les obres de construcció de la carretera entre Hakodate i Sapporo com a primer pas del pla de l'Oficina de Colonització de Hokkaidō. El juliol de 1899 un decret imperial va establir Muroran com a port obert al comerç amb els EUA i el Regne Unit. Amb l'obertura d'una ruta maritima entre Muroran i Mori així com l'extensió del ferrocarril a Iwamizawa, la nova ciutat de Muroran va ser fundada l'1 d'agost de 1922, esdevenint ràpidament en un centre industrial, pesquer i de transport a la seua zona, sent conegut a la resta del Japó. El juliol de 1945, a finals de la Segona Guerra Mundial, Muroran va patir els bombardeigs nord-americans que van fer prou mal a les instal·lacions portuàries i a l'indústria de la ciutat. Després de la guerra i fins a finals de la dècada de 1980 la població de la ciutat va augmentar considerablement per l'inmigració des de tots els llocs del Japó a l'indústria metalurgica de la ciutat. Des de la dècada de 1990 la població de Muroran ha anat disminuint a causa de la reconversió industrial del país, la crisi dels 90 i el conseqüent tancament de gran part de l'indústria local. El descens de la població als municipis de Hokkaido és un tret comú en molts llocs de l'illa des de mitjans de la dècada dels 2000.

## Transport

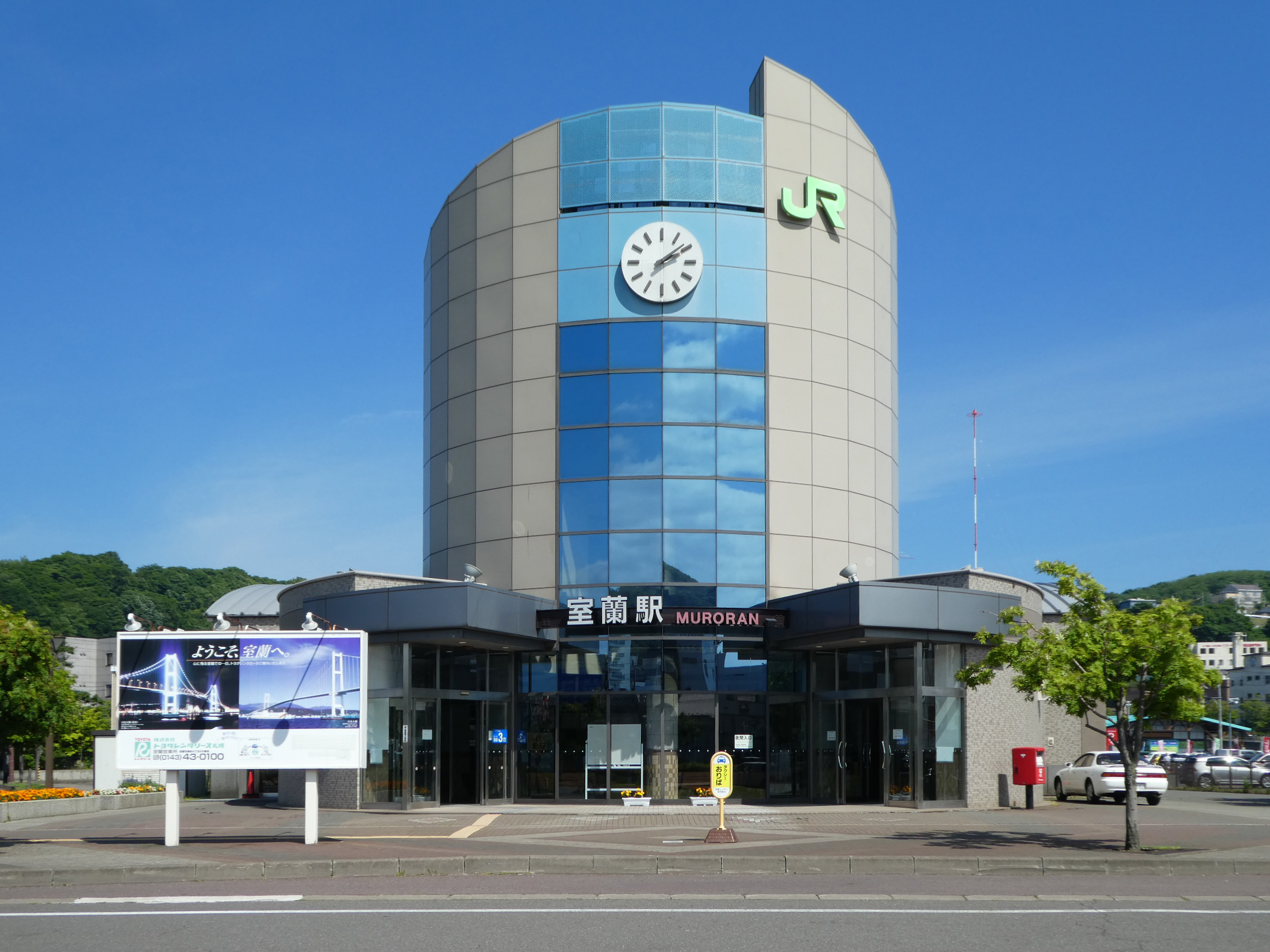
Estació de Muroran (JR)

### Ferrocarril
- Companyia de Ferrocarrils de Hokkaidō (JR Hokkaido)
  - Estació de Sakimori
  - Estació de Moto-Wanishi
  - Estació de Higashi-Muroran
  - Estació de Wanishi
  - Estació de Misaki
  - Estació de Bokoi
  - Estació de Muroran

### Marítim
- Port de Muroran

## Agermanaments
- Shizuoka, prefectura de Shizuoka, Japó. (1976)
- Knoxville, Tennessee, EUA. (1991)[5]
- Jōetsu, prefectura de Niigata, Japó. (1995)